# Tritanytarsus fasciatus
Tritanytarsus fasciatus är en tvåvingeart som först beskrevs av Jean-Jacques Kieffer 1922.  Tritanytarsus fasciatus ingår i släktet Tritanytarsus och familjen fjädermyggor.
Artens utbredningsområde är Tyskland. Inga underarter finns listade i Catalogue of Life.